# The Son (film, 2021)
Pour les articles homonymes, voir The Son.
Pour plus de détails, voir Fiche technique et Distribution.
The Son (Son) est un film d'horreur américano-irlandais écrit et réalisé par Ivan Kavanagh, sorti en 2021.

## Synopsis
Depuis qu'elle s'est échappée d'une secte satanique, une enseignante de maternelle, Laura, voit son passé ressurgir quand, un soir, elle aperçoit plusieurs membres du culte autour du lit de son fils de 8 ans, David. Depuis leur apparition, ce dernier semble être infecté d'une maladie rare qui le rend assoiffé de sang d'autant plus qu'il en vomit. Quant à son corps, il est désormais recouvert de brûlures. Interpellé par l'intrusion domestique, un détective, Paul, doute de la plainte de la femme car il semble qu'elle soit paranoïaque car il n'y a aucune preuve scientifique de l'existence de ces gens. De plus, elle est discréditée car Laura vit sous une nouvelle identité comme si elle voulait à tout prix ne laisser aucune trace pour qu'ils ne la retrouvent pas. Persuadée que Paul ne la croit pas et que les médecins qui s'occupent du cas alarmant de son enfant font partie du clan sectaire qui souhaite se l'approprier, Laura prend aussitôt la fuite avec David dont la faim s'accroit de plus en plus, une sorte de vampire qui doit tuer pour survivre...

## Fiche technique
- Titre original : Son
- Titre français : The Son
- Réalisation et scénario : Ivan Kavanagh
- Montage : Robin Hill
- Musique : Aza Hand
- Photographie : Piers McGrail
- Production : Rene Bastian, Ben Cornwell, Anne Marie Naughton et Louis Tisné
- Sociétés de production : Belladonna Productions, Elastic Film, Park Films et Pigeon Roost
- Société de distribution : RLJE Films
- Pays d'origine :  États-Unis,  Irlande
- Langue originale : anglais
- Format : couleur - 2.35:1
- Genre : horreur
- Durée : 98 minutes
- Dates de sortie  :
  -  États-Unis : 5 mars 2021
  -  France : 2 novembre 2021 (DVD)
- Classification :
  - États-Unis : R (interdit aux moins de 17 ans non accompagnés)
  - France : Interdit aux moins de 16 ans à la télévision

## Distribution
- Andi Matichak : Laura
- Emile Hirsch : Paul
- Luke David Blumm : David
- Cranston Johnson : Steve
- Blaine Maye : Jimmy Naegle
- J. Robert Spencer : Dr. Bauhn
- Rocco Sisto : Dr. Bradlee
- Kristine Nielsen : Mrs Naegle
- Erin Bradley Dangar : Susan
- Adam Stephenson : Père
- David Kallaway : le souteneur